# DIN 41612

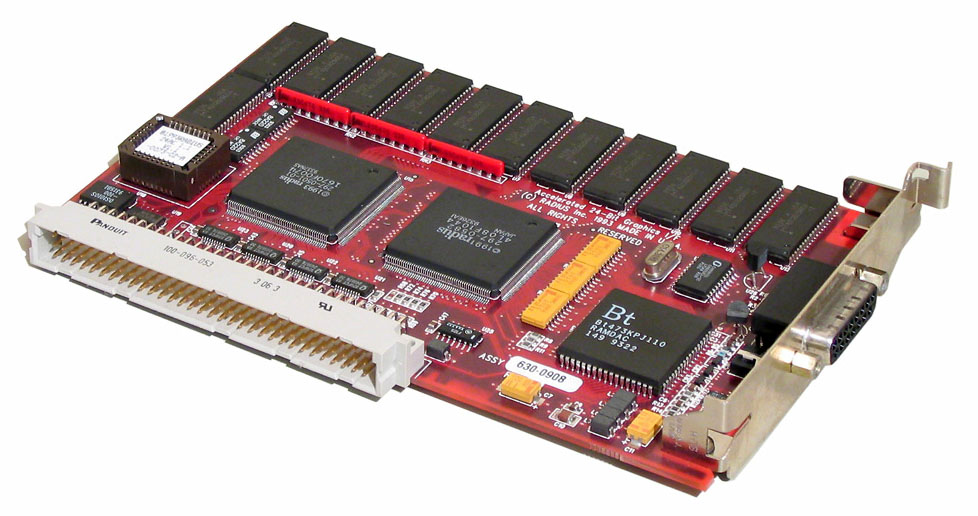
3×32ピンのDIN 41612オスコネクタ（前面左側の白色のもの）を備えたNuBusグラフィックスカード

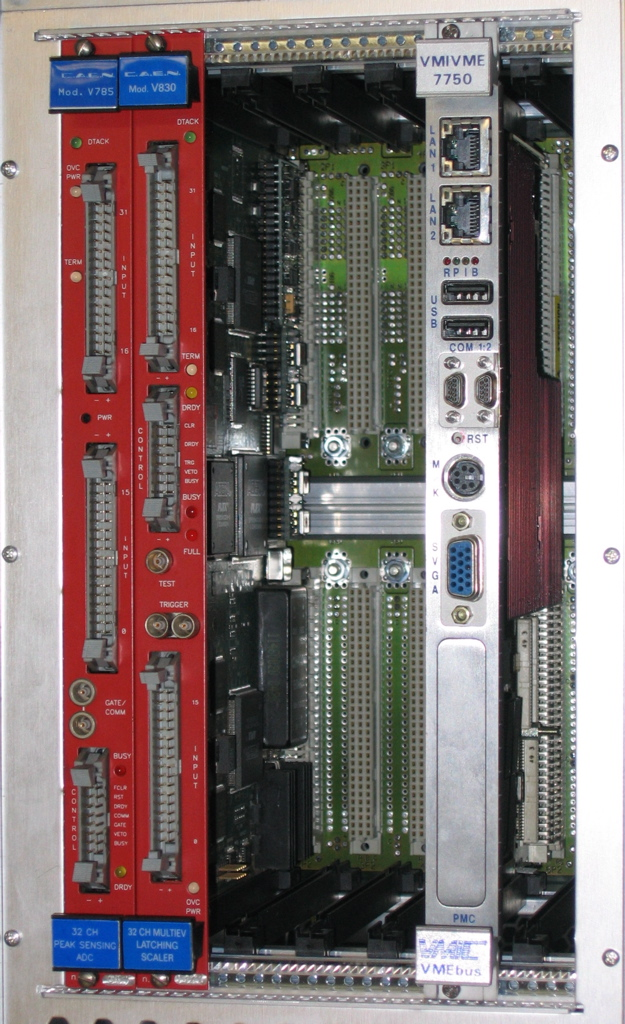
VMEラック。背面の緑色のマザーボードに3×32ピンのDIN 41612メスコネクタが見える。

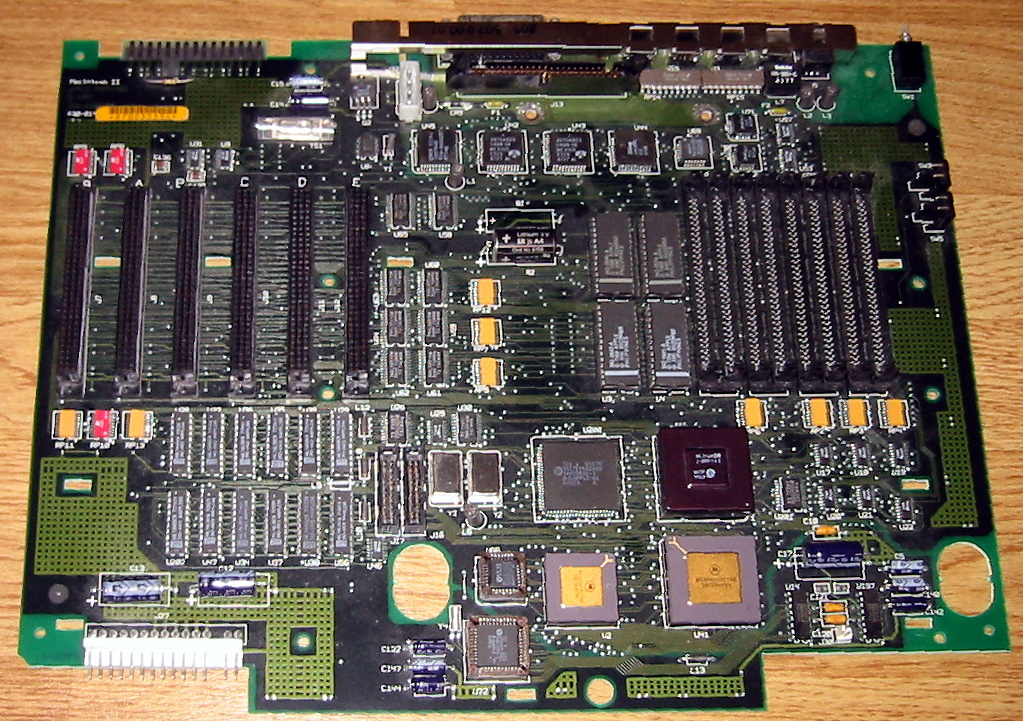
6個のメス3×32ピンのDIN 41612メスコネクタ（中央左の黒色のもの）を備えたNuBus製マザーボード

DIN 41612は、ラックベースの電気システムで広く使用されているコネクタのDIN規格である。
様々なサプライヤの部品を連携させて動作することが期待されるオープンシステムにおいて、コネクタの標準化は必須の条件である。DIN 41612コネクタの用途として最も広く知られているのは、VMEバスである。また、NuBusでも使用されていた。この規格は、IEC 60603-2（旧IEC 603-2）およびEN 60603-2として国際規格になっている。
DIN 41612コネクタは、STEバス、Futurebus、VMEバス、マルチバス II、NuBus、VXIバス
eurocard TRAMマザーボード、Europe Card Busで使用されている。これらはいずれも、19インチラックシャーシのバックプレーンのDIN 41612メスコネクタに、ユーロカードのDIN 41612オスコネクタを差し込んで使用する。

## 機械的な詳細
コネクタは1から3行(row)の接点の行を有し、それらは行a,b,cとラベル付けされている。接点が2行の場合は、行a+b、行a+cのどちらかとなる。各行の接点は16列(column)または32列である。つまり、可能な接点の数は16、32、48、64、96のいずれかである。行・列は、0.1インチ（2.54 mm）間隔のグリッド状である。挿抜力は、3段階の耐久性のグレードがある。
多くの場合、メスコネクタのピンは、バックプレーンへの熱衝撃を避けるために、はんだピン接続ではなく圧入接続が行われる。

## 電気的な詳細
コネクタの公称の性能は、1ピン当たり電流容量2アンペア、動作電圧500ボルトである。これらの数値は、安全要件や環境条件よって下げられる場合がある。

## パフォーマンスクラス
DIN 41612規格に3つの異なるクラス（またはレベル）がある。実際にはより複雑だが、基本的にクラス1は500回、クラス2は400回、クラス3は50回の嵌合周期に適している。